# Красная Сосна (Ульяновская область)
Красная Сосна — село в Базарносызганском районе Ульяновской области. Входит в состав Базарносызганского городского поселения.

## География
Населённый пункт расположен в верховьях реки Сюксюм в 13 километрах к северу от рабочего посёлка Базарный Сызган — административного центра района. Расстояние до Ульяновска — 116 километров.

### Часовой пояс
Красная Сосна, как и вся Ульяновская область, находится в часовой зоне МСК+1. Смещение применяемого времени относительно UTC составляет +4:00.

## История
Основано, предположительно, в последней четверти XVII века солдатами при строительстве Симбирско-Карсунской черты. По другой версии в 1700 году.
В 1780 году, при создании Симбирского наместничества, село Николаевское Красная Сосна тож вошло в состав Канадейского уезда, с числом душ ревизских: ясашных крестьян — 246, дворцовых крестьян — 108, экономических крестьян — 44, помещиковых крестьян — 54.
В 1800 году прихожанами в селе Никольское Красная Сосна была построена деревянная церковь во имя Святителя и Чудотворца Николая, здание которой сохранилось до сих пор, но в советское время было переделано под клуб. 
В 1864 году открыта школа. В 3 верстах от села жители села (раскольники беспоповцы) основали Краснососенские Выселки (Облаевка).
На 1913 год в селе имелось: церковь, школа, паровая и две водяных мельниц . 
К 1929 году создаётся колхоз им. Ленина.
В годы Великой Отечественной войны на фронте погибло 70 сельчан.
До 2005 года являлось административным центром ныне упразднённого Краснососенского сельсовета.

## Население
| 2010 |
| ---- |
| 255  |

Согласно переписи 1859 года, в селе было 156 дворов, 1107 человек. По учёту 1897 года в селе насчитывалось 197 дворов, 1207 человек. В 1900 году, прихожан: в с. Красной Сосне (н. р.; почт. отд.) в 218 двор. 598 м. и 625 ж.; В 1913 году — 242 двора, 1494 жителей. К 1929 году — 310 дворов и 1504 человека. Население села в 1996 году — 362 человека.

## Инфраструктура
Село разделено на шесть улиц (Молодёжная, Нагорная, Подгорная, Семёнова, Совхозная, Ульяновская) и четыре переулка (Луговой, Солнечный, Тополиный, Школьный), есть начальная (МКОУ Краснососненская НОШ) и общеобразовательная (Краснососненская основная общеобразовательная школа) школы.
Памятник воинам, погибшим в годы Великой Отечественной войны (1990 г.).

## Известные уроженцы
- Журавлёв Павел Матвеевич (1898—1956) — советский разведчик, генерал-майор государственной безопасности.
- Колосов Николай Григорьевич (1897—1979) — советский гистолог, член-корреспондент АМН СССР (1945) и АН СССР (1953).
- Семёнов Дмитрий Иванович (1911—1945) — Герой Советского Союза, гвардии старший сержант Рабоче-крестьянской Красной Армии, участник Великой Отечественной войны[16].

## Достопримечательности
- Реликтовая аллея сосны обыкновенной[17]